# Henry Bibby
Charles Henry Bibby (ur. 24 listopada 1949 we Franklinton) – amerykański koszykarz, występujący na pozycji rozgrywającego, mistrz NBA z 1973 roku, po zakończeniu kariery zawodniczej trener koszykarski.
Jego starszy brat – Jim Bibby grał w baseballowej lidze MLB, na pozycji miotacza. Jego syn – Mike Bibby występował przez wiele lat w NBA, zdobył też mistrzostwo NCAA w 1997 roku.
Jest jednym z zaledwie czterech zawodników w historii NCAA, którzy sięgnęli po akademickie mistrzostwo kraju trzykrotnie, pozostali to: Lew Alcindor, Curtis Rowe i Lynn Shackelford.
Wraz ze swoim synem są jedną z czterech par - ojciec-syn, posiadającą na swoim koncie tytuły mistrza NCAA. Pozostałe to Marques i Kris Johnson, Scott i Sean May oraz Derek i Nolan Smith.

## Osiągnięcia
NCAA
- 3-krotny mistrz[1]:
  - NCAA (1970–1972)
  - konferencji Pac-8 (1970–1972)
- Laureat[1]:
  - Seymour Armond Award (1969)
  - Irv Pohlmeyer Trophy (1970)
  - NCAA Tournament Trophy (1971)
  - Alumni Association Award (1972)
- Zaliczony do I składu All-American (1972)[3]
- Wybrany do Galerii Sław Sportu uczelni UCLA (UCLA Athletics Hall of Fame – 2004)[1]

NBA
- Mistrz NBA (1973)[4]
- 2-krotny wicemistrz NBA (1977, 1980)[4]

Trenerskie
- Mistrz CBA (1982 – jako asystent trenera i zawodnik, 1989)[1]
- Uczestnik rozgrywek NCAA Elite Eight (2001)[1]
- Trener Roku[1]:
  - USBL (1986)
  - Dystryktu 15 NCAA (2002 według NABC)
  - CBA (1989)